# The Game Is Over
«The Game Is Over» es una canción de la banda estadounidense Evanescence. Se lanzó como descarga digital el 1 de julio de 2020 por BMG como el segundo sencillo del quinto álbum de estudio de la banda, The Bitter Truth. La canción fue escrita por la banda bajo la producción de Nick Raskulinecz.

## Antecedentes
En un comunicado, Amy Lee comentó sobre el tema: «Esta canción trata sobre estar harta de la fachada. Los disfraces que usamos para que los demás se sientan cómodos, los sentimientos internos son tan diferentes de lo que mostramos en el exterior para encajar dentro de los límites de lo que es socialmente aceptable.... También es una oración para mejorar, para no sentirse tan desordenada, encerrada y herida por dentro».

## Video musical
Un video musical oficial para acompañar el lanzamiento se lanzó el 3 de julio de 2020. El video fue filmado por cada miembro de la banda en sus teléfonos mientras estaban aislados, en colaboración con el director. PR Brown. Cada uno de los miembros de la banda maximiza sus recursos limitados con una variedad de efectos espeluznantes y miradas inexpresivas. Gritan, se paran contra paredes en blanco, se untan el lápiz labial y se ponen máscaras mientras la distorsión y la percusión violenta alcanzan alturas operísticas.

## Posicionamiento en listas
| Listas (2020)                                 | Mejor posición |
| --------------------------------------------- | -------------- |
| Estados Unidos (Digital Song Sales)           | 11             |
| Estados Unidos (Hot Rock & Alternative Songs) | 15             |

## Historial de lanzamiento
| País           | Fecha              | Formato          | Discográfica | Ref    |
| -------------- | ------------------ | ---------------- | ------------ | ------ |
| Estados Unidos | 1 de julio de 2020 | Descarga digital | BMG          | [ 10 ] |